# Continue Directe Democratie Partij
De Continue Directe Democratie Partij (CDDP) was een in 2005 door Rob Verboom opgerichte politieke partij. De partij is opgericht uit onvrede over het gebrek aan democratie na de verkiezingen. De partij was verkiesbaar in 13 kieskringen tijdens de Tweede Kamerverkiezingen 2006 en behaalde 567 stemmen. Hierna ging de partij verder onder de naam Stemdirect.
De partij wilde een vorm van directe democratie invoeren in Nederland. Door middel van continue volksraadpleging onder de leden zou moeten worden bepaald hoe de Tweede Kamerleden zullen gaan stemmen. 
De leden van de partij konden voor alle onderwerpen de standpunten van verschillende politieke partijen volgen. De partij had dus geen eigen politieke standpunten en noemde zichzelf een metapolitieke partij.
De minimumleeftijd om lid te worden van de partij was veertien jaar. De leden zouden allen direct meebeslissen hoe de Kamerleden moesten stemmen. Via deze constructie konden ook minderjarigen zonder stemrecht meebeslissen.